# Fat·h-Alí Khan
Fat·h-Alí Khan, fou cap del clan aixakabaix dels qajar i ancestre de la dinastia qajar.
Al segle xviii governava la fortalesa de Mubarakabad, i fou atacat per Muhammad Khan, un cap turcman de Qazwin que havia estat nomenat governador d'Astarabad. Fath va poder fugir cap a territori dels yamut dirigits per Xain Khani, però els seus germans Fad·l Alí i Muhammad Alí Beg van morir a la lluita.
Amb l'ajut dels turcmans yamut va poder ocupar Astarabad (vers 1720). Vers 1722 va anar en ajut del xa safàvida Sultan Husayn I, atacat pels afgans ghilzay, però acusat per alguns cortesans el va abandonar. Una versió diu que al retorn, després d'enfrontar als afganesos a Varamin, es va unir a Tahmasp II que havia anat a Mazanderan, i el va portar cap a Astarabad, agafant el títol de naib-as-saltana i wakil-ad-Dawla; una segona versió diu que el xa Tahmasp II el va ordenar alliberar Teheran que estava ocupada pels afganesos, i que després d'un combat indecís a Varamin, es va apoderar de Damghan i es va girar contra Tahmasp i el va derrotar prop d'Ashraf el 1726 fent-lo presoner.
Tahmasp i Fat·h, units d'alguna manera (amb el xa com a ostatge o amb Fath com a lloctinent) es van dirigir al Khurasan i es van unir al cap dels afxar, Nadir Khan (després Nàdir-Xah Afxar) a Khabushan arribant la tardor prop de Mashad. Nadir Khan va convèncer el xa que Fath conspirava contra ell i el xa el va fer matar (11 d'octubre de 1726). Va tenir dos fills: Muhammad Hasan Khan i Muhammad Husayn Khan (aquest darrer va morir jove).